# Stelis conmixta
Stelis conmixta är en orkidéart som beskrevs av Rudolf Schlechter. Stelis conmixta ingår i släktet Stelis och familjen orkidéer. Inga underarter finns listade i Catalogue of Life.